# Filicidi
El filicidi és la mort causada per una mare o un pare a un fill propi.
El filicidi als Estats Units va ser analitzat extensament amb dades entre el 1976 i 2007. L'estudi trobà que: cada any ocorrien uns 500 filicidis a l'any; el 72% dels fills assassinats tenien sis o menys anys, un terç tenien menys d'un any, més del 13% eren fills assassinats ja adults; el 58,3% dels assassins eren homes (sent el 41,7% dones, les quals solien ser més joves que els assassins homes); els filicidis eren el 15% dels assassinats totals; les persones afroamericanes eren les principals assassines i els padrastres i madrastres no presentaven un risc major de ser assassins que els pares genètics.

## Causes d'esdevenir filicida
Timothy Mariano presenta tres teories: malalties mentals dels assassins, alts nivells de testosterona i la consideració dels descendents com a no-desitjats.
Phillip J. Resnick, un psiquiatra forense pioner en l'estudi del filicidi, considera cinc motivacions:
- Altruisme: la mort és provocada perquè es considera que és el millor per al fill. Pot donar-se en casos que l'assassinat precedeix el suïcidi de l'assassí perquè així no se l'abandona davant el món cruel.
- Psicosi aguda: l'assassí té idees no compatibles amb la realitat. Un exemple és la creença que el fill pateix una possessió demoníaca
- Fills no desitjats: els fills són percebuts com un obstacle.
- Accidental: la mort és provocada accidentalment pel maltractament físic al qual sotmet al fill.
- Venjança conjugal: el filicidi és un esforç per a venjar-se de la seua parella.[3] La venjança conjugal no és la motivació més freqüent.[4]